# Drinhausen
Drinhausen ist eine Ortschaft in der Stadt Waldbröl im Oberbergischen Kreis im südlichen Nordrhein-Westfalen (Deutschland) innerhalb des Regierungsbezirks Köln.

## Lage und Beschreibung
Das Dorf liegt 6,2 Kilometer nördlich des Stadtzentrums von Waldbröl.

## Geschichte

### Erstnennung
Wahrscheinlich 1366 wurde der Ort das erste Mal urkundlich erwähnt, und zwar „Hermann van Drenhusen, Pastor von Werdohl, ist Zeuge in einer Urkunde von Erz. Engelbert III. für die Kirche in Neuenrade.“ Die erste sichere Nennung des Ortsnamens erfolgte 1526 in Form von „Petter van Drinhuisen“.
Schreibweise der Erstnennung: Drenhusen